# Yuri Trífonov
Yuri Valentínovich Trífonov (en ruso : Юрий Валентинович Трифонов) (Moscú, 28 de agosto de 1925-ibídem, 28 de marzo de 1981) fue un escritor soviético. Fue uno de los principales representantes de la « Prosa urbana» soviética. Considerado como el favorito para el Premio Nobel de Literatura en 1981, falleció unos cuantos meses antes del fallo del jurado.

## Biografía
Yuri Trífonov era hijo del militante bolchevique Valentín Trífonov que se convirtió en oficial superior tras la Revolución de Octubre y más tarde en presidente del Colegio Militar de la Corte Suprema de la Unión Soviética. En 1937, durante la Gran Purga Valentín Trífonov fue arrestado, acusado de pertenecer a una organización contrarrevolucionaria, siendo ejecutado en marzo de 1938. Su madre, la ingeniera y escritora Yevguenia Lurié (Lourie) fue represaliada como familiar de traidor a la Patria y, en mayo de 1938, condena a ocho años de trabajos forzados en el campo de trabajo de Akmólinsk del GULAG.
Desde muy pequeño, Yuri Trífonov se interesa por la literatura. Escribe un diario íntimo, poemas y colecciona sellos. Durante la Gran Guerra Patria, vive con su abuela y hermana durante dos años en Tashkent tras evacuación de Moscú ante el avance de las tropas nazis. Allí acaba sus estudios secundarios. Vuelve a Moscú y trabaja durante tres años como obrero en una fábrica de aviación (1942-1945). En 1944, retoma sus estudios en el Instituto de Literatura Maksim Gorki durante la noche, y a partir de 1945 como estudiante. Sigue los cursos del escritor Konstantín Fedin.
Publica sus dos primeros relatos en 1948. En 1949, obtiene su diploma redactando una novela de estilo realista socialista, Los Estudiantes. Esa novela fue publicada en 1950 por la revista literaria Novy Mir lo cual le otorga popularidad y un Premio Stalin. Durante sus estudios fue amenazado de exclusión del Instituto tras el descubrimiento por parte de los órganos de seguridad que Trífonov había omitido el arresto de su padre durante las grandes purgas estalinistas de 1937 y su condena a muerte. Hay un rastro de ese incidente en la novela (dos personajes son expulsados del Instituto). Esto puede explicar que Yuri Trífonov tuviera algunas dificultades para publicar durante los años 1950.

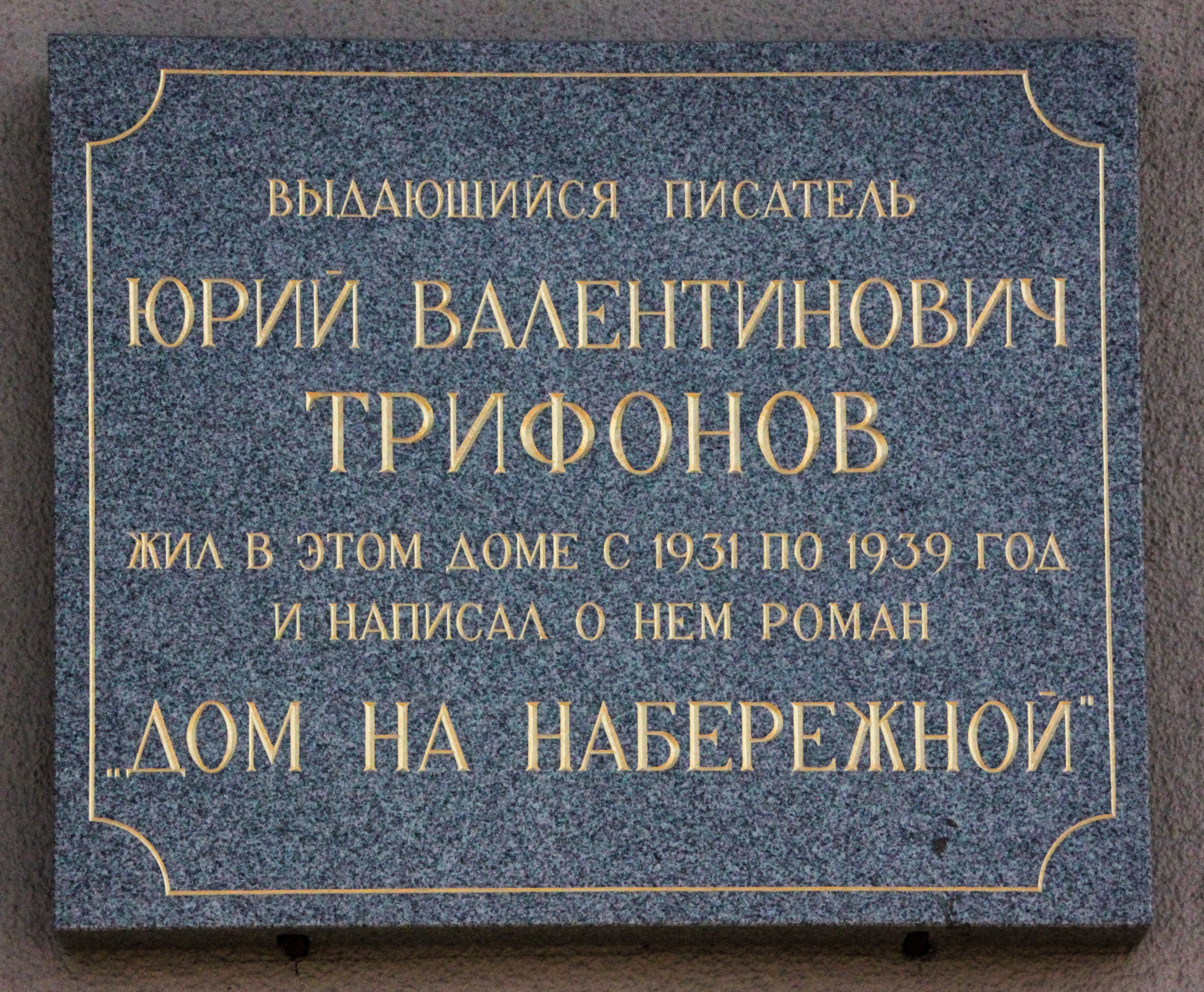
Placa dedicada a Yuri Trífonov en la fachada de la Casa del malecón donde vivió entre 1931 y 1939.

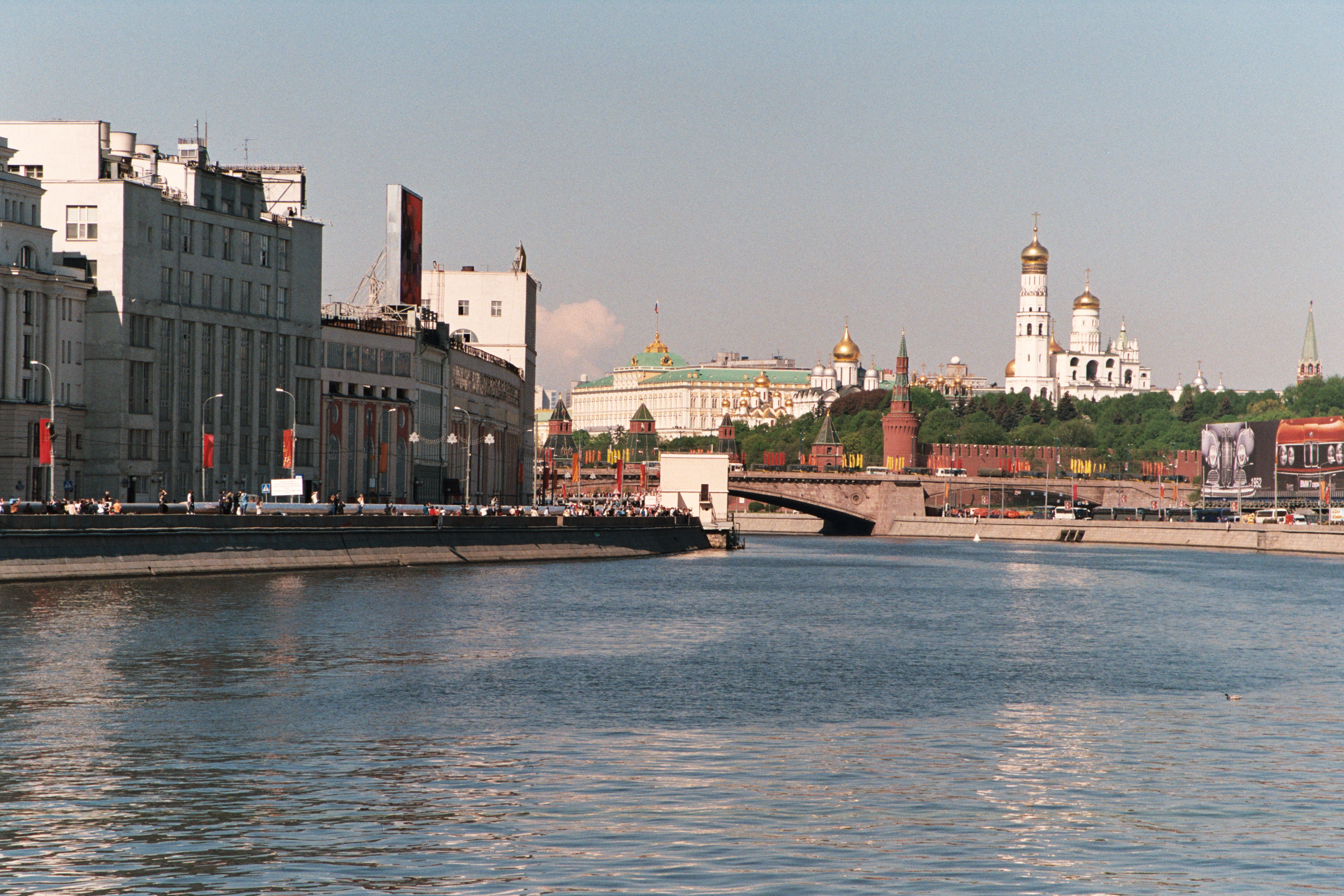
Río Moscova a la altura de la Casa del malecón (a la izquierda).

Empieza entonces una carrera de periodista deportivo pero vuelve a la literatura a finales de los años 1950 con una serie de relatos, Bajo el sol.
En 1963, después de un viaje a la RSS de Turkmenistán, publica una novela sobre la construcción de un canal en pleno desierto, novela que tuvo que cambiar tres veces para satisfacer la censura. Escribe otras dos novelas en la misma línea social (en 1965, El reflejo del brasero que es una biografía novelada de su padre y en 1973 El tiempo de la impaciencia, novela histórica sobre el asesinato del zar en 1881).
Se da a conocer mundialmente a partir de 1969 con una serie de novelas sobre la vida de las clases medias soviéticas de los años 1960. Su obra más significativa es la novela corta La casa del malecón publicada en 1976 y basada en sus recuerdos de la infancia vivida con sus padres en la célebre Casa del Gobierno (House on the Embankment) en el malecón Bersénievskaya del río Moscova en la Isla Bálchug. Ese período de su vida es objeto de estudio en el libro del historiador Yuri Slezkine titulado en su versión original en inglés The House of Government y La casa eterna en español.
También es autor de numerosos relatos sobre la vida moscovita y el deporte. En Francia, es publicado por la prestigiosa editorial Gallimard. Sus obras están traducidas en numerosos idiomas.
Fallece el 28 de marzo de 1981 a los 55 años de una embolia pulmonar.

## Obras

### Traducido en español
- La casa del malecón. Traducción de Victoriano Imbert con prólogo de Ricardo San Vicente. Barcelona: Círculo de Lectores, 1990. ISBN 9788422633495
- El viejo. Madrid: Editorial Planeta, 1990. ISBN 9788432084911

### Traducido en catalán
- Una altra vida. Traducció de Josep M. Güell. Grijalbo, Col. Plec de setze, 1985. ISBN 9788425316876

- Datos: Q541785
- Multimedia: Yury Trifonov / Q541785